# Danka Barteková
Danka Hrbeková (roz. Danka Barteková, * 19. října 1984 v Trenčíně) je slovenská sportovní střelkyně (skeet) za ŠKP Trnava. Její trenér je Juraj Sedlák. Je držitelkou světového rekordu a bronzovou medailistkou z Letních olympijských her 2012 v Londýně. Vystudovala Fakultu politických věd a mezinárodních vztahů v UMB v Banské Bystrici.
Během Letních olympijských her 2012 v Londýně byla sportovci zvolena do Komise sportovců Mezinárodního olympijského výboru. Na zahajovacím ceremoniálu Letních olympijských her 2016 v Riu de Janeiru se stala vlajkonoškou slovenské výpravy; tuto roli si pak zopakovala i na závěrečném ceremoniálu Letních olympijských her 2020 v Tokiu.

## Rodina
Její sestra Lenka Barteková je také střelkyně, je manželkou českého olympijského vítěze Davida Kosteleckého.